# Guerra popular

Sucesso da guerra popular: Soldados do Exército Popular do Vietnã plantam a sua bandeira sobre o quartel-general francês capturado na Batalha de Dien Bien Phu, em 7 de maio de 1954.

A guerra popular (em chinês:  人民战争), também chamada guerra popular prolongada, é uma estratégia militar maoísta. Desenvolvido pela primeira vez pelo líder revolucionário comunista chinês Mao Tsé-tung (1893-1976), o conceito básico por trás da guerra popular é manter o apoio da população e atrair o inimigo para o interior (estendendo suas linhas de abastecimento) onde a população irá os enfraquecer através de uma mistura de guerra móvel e guerra de guerrilha. Foi usado pelos comunistas chineses contra o Exército Imperial Japonês na Segunda Guerra Mundial, e pela República Soviética da China na Guerra Civil Chinesa.
O termo é usado pelos maoístas para sua estratégia de luta revolucionária armada de longo prazo. Após a Guerra Sino-Vietnamita em 1979, Deng Xiaoping abandonou a guerra popular pela "Guerra Popular sob Condições Modernas", que se afastou da dependência das tropas sobre a tecnologia. Com a adoção do “socialismo com características chinesas ”, as reformas econômicas alimentaram o investimento militar e tecnológico. O número de tropas também foi reduzido e a profissionalização incentivada. A estratégia da guerra popular foi muito utilizada pelos vietcongues na Guerra do Vietnã . No entanto, a guerra prolongada não deve ser confundida com a teoria do "foco" empregada por Che Guevara e Fidel Castro na Revolução Cubana de 1959.

## Na China
Em sua formulação original do presidente Mao Tsé-tung, a guerra popular explora as poucas vantagens que um pequeno movimento revolucionário tem – amplo apoio popular pode ser uma delas – contra o poder de um Estado com um grande, profissional, bem equipado e bem -exército financiado. A guerra popular evita estrategicamente batalhas decisivas, já que uma pequena força de algumas dezenas de soldados seria facilmente derrotada em um confronto total com o Estado. Em vez disso, favorece uma estratégia de três fases de guerra prolongada, com batalhas cuidadosamente escolhidas que podem ser vencidas de forma realista. Na fase um, a força revolucionária que conduz a guerra popular começa em uma área remota com terreno montanhoso ou florestal em que seu inimigo é fraco. Ele tenta estabelecer uma fortaleza local conhecida como área de base revolucionária. À medida que cresce no poder, entra na fase dois, estabelece outras áreas de base revolucionária e espalha sua influência pelo campo circundante, onde pode se tornar o poder governante e obter apoio popular por meio de programas como a reforma agrária. Eventualmente, na fase três, o movimento tem força suficiente para cercar e capturar cidades pequenas, depois maiores, até finalmente tomar o poder em todo o país.
Dentro do Exército Vermelho chinês, o conceito de guerra popular foi a base da estratégia contra os japoneses e contra uma hipotética invasão soviética da China. O conceito de guerra popular tornou-se menos importante com o colapso da União Soviética e a crescente possibilidade de conflito com os Estados Unidos por causa de Taiwan. Nas décadas de 1980 e 1990, o conceito de guerra popular foi alterado para incluir mais armamento de alta tecnologia. O historiador David Priestland data o início da política de guerra popular com a publicação de um "Esboço Geral para o Trabalho Militar" em maio de 1928, pelo Comitê Central Chinês. Este documento estabeleceu estratégias militares oficiais para o Exército Vermelho Chinês durante a guerra civil chinesa.
Em 2014, a liderança do Partido em Xinjiang iniciou uma Guerra Popular contra as “Três Forças do Mal” do separatismo, terrorismo e extremismo. Eles enviaram duzentos mil membros do partido para Xinjiang e lançaram o programa Emparelhamento Servidor Público-Família. Xi Jinping estava insatisfeito com os resultados iniciais da Guerra Popular e substituiu Zhang Chunxian por Chen Quanguoem 2016. Após sua nomeação, Chen supervisionou o recrutamento de dezenas de milhares de policiais adicionais e a divisão da sociedade em três categorias: confiável, mediano e não confiável. Ele instruiu seus subordinados a “tomar essa repressão como o principal projeto” e “prevenir o inimigo, atacar desde o início”. Após uma reunião com Xi em Pequim, Chen Quanguo realizou um comício em Ürümqi com dez mil soldados, helicópteros e veículos blindados. Enquanto desfilavam, ele anunciou uma “ofensiva esmagadora e destruidora” e declarou que iria “enterrar os cadáveres de terroristas e gangues terroristas no vasto mar da Guerra Popular”.  Em fevereiro de 2020, o Partido Comunista Chinês lançou uma campanha agressiva descrita pelo secretário-geral do Partido, Xi Jinping , como uma “guerra popular” para conter a propagação do coronavírus.

## Fora da China
Fora da China, a doutrina da guerra popular tem sido bem sucedida em Cuba, Nepal, Vietnã e Nicarágua, mas geralmente mal sucedida em outros lugares onde o governo tem a vontade e os meios para desmantelar o movimento antes que ele possa estabelecer áreas de base. Fora da China, a guerra popular tem sido a base de guerras iniciadas no Peru em 2 de maio de 1982, e na Guerra Civil Nepalesa iniciada em 9 de fevereiro de 1999. Um grupo de maoístas peruanos conhecido como Sendero Luminoso às vezes controlava partes significativas do país durante o conflito interno no Peru, mas eles foram atingidos pela prisão de seu líder Abimael Guzmán em 1992. Embora eles afirmem considerar este evento apenas uma "curva na estrada", a maioria das fontes independentes afirma que eles estão em declínio desde aquele tempo.
Segundo todos os relatos, no auge do conflito no Peru, tanto o Sendero Luminoso quanto o governo peruano usaram táticas de terror contra a população civil, especialmente no campo. As táticas do governo incluíam o patrocínio de esquadrões da morte ; As táticas do Sendero Luminoso incluíam ataques violentos a sindicalistas e outros que eles viam como rivais pela liderança daqueles que se opunham ao governo. Isso tornou muito difícil obter qualquer medida objetiva de apoio entre o campesinato tanto para o governo quanto para os insurgentes maoístas, uma vez que tais táticas de ambos os lados podem intimidar as pessoas, mas dificilmente conquistarão corações e mentes.
No Nepal, os maoístas conseguiram controlar a maior parte do país e formaram 100 000 soldados em 3 divisões no que chamaram de "início da ofensiva estratégica". Os rebeldes nepaleses também recorreram ao recrutamento, uma prática à qual o próprio Mao se opôs. Ao alinhar-se com o movimento democrático, com a posterior restauração da democracia, e um acordo de paz com o governo, a insurgência maoísta obteve sucesso suficiente para permitir a formação de um governo de coalizão em 2008. Na Índia, a insurgência maoísta naxalita controla vários distritos rurais nas regiões leste e sul, especialmente em Andhra Pradesh, Chhattisgarh e Jharkhand. Nas Filipinas , o Partido Comunista das Filipinas está travando uma guerra popular duradoura através de seu braço armado, o Novo Exército Popular, o TKP/ML turco e seu braço armado TiKKO (Exército de Libertação de Trabalhadores e Camponeses Turcos) está travando uma Guerra Popular em Turquia desde 1972.
Durante a década de 1980 na Irlanda, o líder do IRA Jim Lynagh concebeu uma estratégia militar de guerrilha urbana maoísta adaptada às condições irlandesas com o objetivo de intensificar a guerra contra as forças britânicas. O plano previa a destruição de bases policiais e militares em partes da Irlanda do Norte para criar áreas liberadas sob controle do IRA. Em 1984 ele começou a cooperar com Pádraig McKearney, que compartilhou suas opiniões. A estratégia começou a se materializar com a destruição de dois quartéis da Royal Ulster Constabulary em Ballygawley em dezembro de 1985 (resultando na morte de dois RUCoficiais), e em The Birches em agosto de 1986. Lynagh e sua unidade do IRA foram mortos em outro ataque na delegacia de Loughgall em uma emboscada do SAS. Em estados não comunistas como o Irã, o Corpo da Guarda Revolucionária Islâmica usou a prolongada guerra popular contra o Iraque.  Também se aplica ao movimento Houthi no Iêmen, uma facção armada apoiada pelo Irã.

## Lista de guerras populares
Os conflitos na lista a seguir são rotulados como guerras populares pelos maoístas.
| Encontro: Data                                                         | Conflito                           | Estado        | Grupo rebelde | Área base revolucionária                       | Mortes                                              | Resultado                                                           |
| ---------------------------------------------------------------------- | ---------------------------------- | ------------- | --- | ---------------------------------------------- | --------------------------------------------------- | ------------------------------------------------------------------- |
| 1 de agosto de 1927 - 7 de agosto de 1950                              | Guerra Civil Chinesa               | China         | Partido Comunista da China - Exército Vermelho dos Trabalhadores e Camponeses Chineses (1927-1937) - Exército de Libertação Popular (1946-1950) | China controlada pelos comunistas              | Aproximadamente. 8 milhões                          | Vitória comunista                                                   |
| 1 de novembro de 1955 - 30 de abril de 1975                            | Guerra do Vietnã                   | Vietnã do Sul | vietcongue - Forças Armadas de Libertação Popular do Vietnã do Sul                                                                              | Distrito de Memot (1966–72) Loc Ninh (1972–75) | 1,326,494–4,249,494                                 | Vitória comunista                                                   |
| 23 de maio de 1959 - 2 de dezembro de 1975                             | Guerra Civil do Laos               | Laos          | Partido Popular do Laos - Pathet Lao | Xam Neua                                       | 20.000–62.000 mortos                                | Vitória comunista                                                   |
| 17 de janeiro de 1968 - 17 de abril de 1975                            | Guerra Civil Cambojana             | Camboja       | Partido Comunista de Kampuchea - Khmer Vermelho                                                                                                 | Província de Ratanakiri                        | 275.000–310.000 mortos                              | Vitória comunista                                                   |
| 18 de maio de 1967 – presente                                          | Insurgência naxalita-maoísta       | Índia         | Partido Comunista da Índia (maoísta) - Exército Guerrilheiro de Libertação Popular                                                              | corredor vermelho                              | Aproximadamente. 14.000                             | Em andamento                                                        |
| 29 de março de 1969 – presente                                         | Rebelião comunista nas Filipinas   | Filipinas     | Partido Comunista das Filipinas - Novo Exército Popular                                                                                         | desmaiar                                       | mais de 40.000                                      | Em andamento                                                        |
| 12 de setembro de 1972 – presente                                      | Insurgência maoísta na Turquia     | Turquia       | Partido Comunista da Turquia/Marxista-Leninista - Exército de Libertação dos Trabalhadores e Camponeses da Turquia                              | Província de Tunceli                           | Mais de 500 maoístas mortos                         | Em andamento                                                        |
| 1961-1979                                                              | Revolução da Nicarágua             | Nicarágua     | sandinistas - Exército Popular Sandinista | Região Autônoma da Costa Norte do Caribe       | 30.000+ mortos                                      | Vitória comunista                                                   |
| 17 de maio de 1980 – presente                                          | Conflito interno no Peru           | Peru          | Partido Comunista do Peru – Sendero Luminoso - Exército Guerrilheiro Popular                                                                    | Região de Ayacucho                             | 70.000+ mortos                                      | Em andamento                                                        |
| 13 de fevereiro de 1996 - 21 de novembro de 2006                       | Guerra Civil no Nepal              | Nepal         | Partido Comunista do Nepal (Maoísta) - Exército de Libertação Popular, Nepal                                                                    | Zona Rapti                                     | 17.800 mortos no total                              | Acordo de paz abrangente                                            |
| 1965–1983                                                              | Insurgência comunista na Tailândia | Tailândia     | Partido Comunista da Tailândia - Exército Popular de Libertação da Tailândia                                                                    | Província de Nakhon Phanom                     | Mais de 1.450 soldados, policiais e oficiais mortos | Vitória do governo                                                  |
| 2 de abril de 1948 – 21 de setembro de 1988, agosto de 2021 – presente | Insurgência comunista em Mianmar   | Mianmar       | Partido Comunista da Birmânia - Exército Popular da Birmânia                                                                                    | Estado Shan                                    | 3.000+ mortos                                       | Em andamento                                                        |
| c. Dezembro de 1962 - 3 de novembro de 1990                            | Insurgência comunista em Sarawak   | Malásia       | Partido Comunista de Kalimantan do Norte - Exército Popular de Kalimantan do Norte                                                              | Sarawak                                        | 400-500 mortos                                      | Vitória do governo                                                  |
| 26 de março de 1971 - 16 de dezembro de 1971                           | Guerra de Libertação de Bangladesh | Bangladesh    | Governo Provisório de Bangladesh - Mukti Bahini                                                                                                 | Mujibnagar, Kushtia                            | Aproximadamente. 3 milhões                          | Vitória das Forças Armadas e Combatentes da Liberdade de Bangladesh |

Em alguns outros países, os maoístas tentaram ou ainda estão tentando iniciar e desenvolver a Guerra Popular:
- O Partido Purba Banglar Sarbahara participou da Guerra de Libertação de Bangladesh e ainda está envolvido na luta armada contra o governo de Bangladesh.
- Entre 1967 e 1974 militantes do Partido Comunista do Brasil lideraram guerrilhas na bacia do rio Araguaia contra a ditadura militar.
- Em 1982, no Irã, a União dos Comunistas Iranianos lançou uma campanha armada no condado de Amol.
- Organizações maoístas no Afeganistão – SAMA e ALO – participaram da guerra soviético-afegã.
- A organização armada do Fronte Democrático para a Libertação da Palestina declarou que os objetivos nacionais palestinos só poderiam ser alcançados através da revolução das massas e da Guerra Popular.
- Em 1973, o grupo maoísta espanhol GRAPO iniciou uma campanha armada contra o regime franquista que continuou até 1996, mais de vinte anos após a morte de Franco.
- O Partido Comunista do Butão (Marxista-Leninista-Maoísta) e seu braço armado Butão Tiger Force estão tentando iniciar uma Guerra Popular no Butão.[8][9]